# 岑建功
岑建功（?—1848年），字绍周，江苏甘泉（今扬州）人。
生卒年不详。早年為監生，性勤謹，好儒雅。好人官候选盐运司提舉。嗜学好書，喜愛镌刻古籍，室名“清惧盈斋”。刻《旧唐书》。延请刘文淇、刘毓崧父子及罗士琳、陈立四人分任校勘，作《旧唐书校勘记》六十卷。阮元为新刻《旧唐书》作序，对岑氏大加褒奖。道光十九年（1839年）刊明安图撰、清罗士琳校正《割圆密率捷法》4卷。道光二十七年，出資刊刻《輿地紀勝》全書，並延請劉毓崧纂輯校勘記。不久遽亡。有子岑淦。